# کالوتای قرمز کوچک
کالوتای قرمز کوچک (نام علمی: Dasykaluta rosamondae) نام یک گونه از تبار ستبردم‌تباران است.